# Лучкович, Майкл
Майкл Лучкович (англ. Michael Luchkovich, укр. Михайло Лучкович; 13 ноября 1892, Шамокин, Пенсильвания, США — 21 апреля 1973, Эдмонтон, Канада) — канадский политик, общественный деятель, писатель и переводчик. В 1926—1935 годах был первым депутатом парламента Канады украинского происхождения.

## Ранние годы
Его отец Ефрем с супругой Марией иммигрировал из лемковского села Нова Весь в австрийской Галиции (ныне Польша) в Пенсильванию, где работал шахтером и владельцем салуна. В Шамокине (Шемокине) существовало активное политически и культурно сообщество, и в 1894 году там была образована Русинская национальная ассоциация. Родители Михаила говорили на лемковском диалекте, а его старшие сёстры также выучили стандартный украинский язык, но сам Михайло общался почти исключительно по-английски и работал вне дома, подготавливая табак для изготовления сигар. После того, как две его старшие сестры эмигрировали в Канаду, устроившись учительницами в однокомнатные школы в Манитобе, Михайло последовал их примеру.
Лучкович учился в Манитобском колледже в Виннипеге, а затем продолжил в Университете Манитобы. Он занялся изучением украинского языка и истории в кругу украинского землячества Виннипега, а также начал преподавать неполный рабочий день. В 1912 году он разместил в украиноязычных газетах объявления о поиске работы и нашёл её школе Свободы близ Ламонта. Он продолжал сезонно работать в Альберте (в поселении Радимно и городе Калгари) и возвращаться в Виннипег, пока в 1916 году не получил диплом бакалавра политологии с отличием, а затем в 1917 году поступил в Педагогическую школу Калгари, получив по итогу сертификат учителя 1-го класса. В том же году избран главой Первой украинской конференции учителей. Он преподавал ещё три года в Нью-Киеве (Альберта), прежде чем стать директором Института Михаила Грушевского, «бурсы для украинских школьников и студентов университетов в Эдмонтоне», но позже вернулся к преподаванию в сельских школах.

## Политическая деятельность
С 1920 года принимал активное участие в деятельности прогрессивных фермерских организаций. В 1926 году комитет лидеров украинской общины обратился к Лучковичу с предложением стать кандидатом от Объединённых фермеров Альберты в округе Вегревиль на федеральных выборах 1926 года. Чтобы получить это выдвижение, ему пришлось победить действующего члена парламента Артура Бутилье и другого украинского кандидата, Питера Мискью (Петра Мискева). Последний выбыл из гонки после первого голосования и поддержал Лучковича, который смог обеспечить себе выдвижение с перевесом всего в три голоса. Несмотря на ограниченный бюджет кампании, равно как и этнорелигиозную раздробленность в избирательном округе, он победил экс-депутата Джозефа МакКаллума, с перевесом в 700 голосов.
Это избрание в Палату общин сделало Лучковича первым человеком с украинскими корнями, избранным в канадский федеральный парламент. Таким образом, он в одночасье стал общенациональным представителем 200 000 канадских украинцев и их заступником против дискриминации. Примечательно, что его страстная парламентская речь 1928 года, в которой он увещевал нативистов вроде епископа Ллойда и Национальной ассоциации Канады, послужила переломным моментом в борьбе с нативистской риторикой против украинцев, которая после этого утихла. Будучи депутатом парламента, он продолжал подрабатывать учителем сельской школы и ночевал в небольших учительских домах.
Он был переизбран на федеральных выборах 1930 года, опередив соперника от либералов Чарльза Гордена 1010 голосами. 8 мая 1931 года Лучкович произнёс памятную речь, в которой критиковал обращение Второй Польской Республики с украинским меньшинством и просил Канаду вмешаться в эту ситуацию — первый случай, когда обращение с украинцами за рубежом затрагивалось в канадской политике на таком высоком уровне. Палата представителей согласилась рекомендовать Лиге Наций провести расследование. Впоследствии Лучкович также осуждал с парламентской трибуны Голодомор украинского крестьянства в СССР. В 1931 году был назначен единственным делегатом от Британского Содружества на Конгрессе Международного межпарламентского союза в Бухаресте и путшествовал по Европе, включая территории Румынии и Польши с украинским большинством (Буковину и Галицию).
Лучкович был одним из основателей социал-демократической партии Федерация кооперативного содружества и баллотировался под её знамёнами на выборах 1935 года, но потерпел поражение от кандидата популистской Партии социального кредита Уильяма Хейхерста. Частично это объяснялось разделением украинских голосов: некоторые из них ушли Матвею Поповичу из Коммунистической партии Канады.

## Дальнейшая жизнь
Поступив на юридический факультет, а затем бросив его и работая разнорабочим, он открыл продуктовый магазин, который проработал пятнадцать лет. В 1946 году Комитет украинцев Канады попросил его подготовить для Постоянного комитета Палаты общин по иммиграции и труду записку с аргументами в пользу допуска в Канаду украинских перемещённых лиц. Позже он обратился к литературе, занятиям писательством и переводами.

## Работы и награды
Лучкович был автором статей и рецензий, а также переводчиком украинской литературы на английский язык. Он перевёл произведение Николая Приходько «На раздорожье смерти» (под англоязычным названием «One of the 15 Million»), которое было названо «Торонто Стар» лучшей книгой 1952 года и добавлено в школьную программу Альберты, а также сокращённый трёхтомник Ильи Киряка «Сыновья земли» (Sons of the Soil, Toronto, 1959), автобиографическую повесть Тодося Осьмачки «Ротонда душегубов» (Red Assassins, Minneapolis, 1959) и историческое исследование Соломона Гольдельмана «Еврейская автономия в Украине, 1917—1920» (Jewish National Autonomy in Ukraine, Chicago, 1968). Редактировал англоязычную антологию украинских рассказов «Их земля» (Their Land, 1964).
Он вёл колонки для англо- (Canadian Farmer, Western News, Edmonton Journal, Calgary Herald) и украиноязычных изданий («Український голос», «Свобода»), в которых ратовал за мультикультурализм в Канаде и за независимость Украины от Советского Союза. Среди прочего, он вступил в полемику с шовинистами насчёт разрешения изучать украинский язык в провинции (1958), стал соавтором обращения от эдмонтонской ячейки Комитета украинцев Канады к Комиссии двуязычия и двукультурности по вопросам устранения дискриминации (1964). Написал две автобиографические работы: «Украино-канадец в парламенте» (A Ukrainian Canadian in Parliament, Toronto: Ukrainian Canadian Research Foundation, 1965. 128 p.) и «Мои воспоминания» (My memoirs, 1892—1962).
Награждён Шевченковской медалью. Грант для карьерного роста, выдаваемый в Канаде трижды в год, назван в его честь (Стипендия Михаила Лучковича для развития карьеры). Премия его имени была учреждена в 1986 году и ежегодно вручается парламентариям Альберты украинского происхождения, которые образцово выполняют государственную службу.